# Syedra apetlonensis
Syedra apetlonensis är en spindelart som beskrevs av Jörg Wunderlich 1992. Syedra apetlonensis ingår i släktet Syedra och familjen täckvävarspindlar. Inga underarter finns listade i Catalogue of Life.